# Pentera

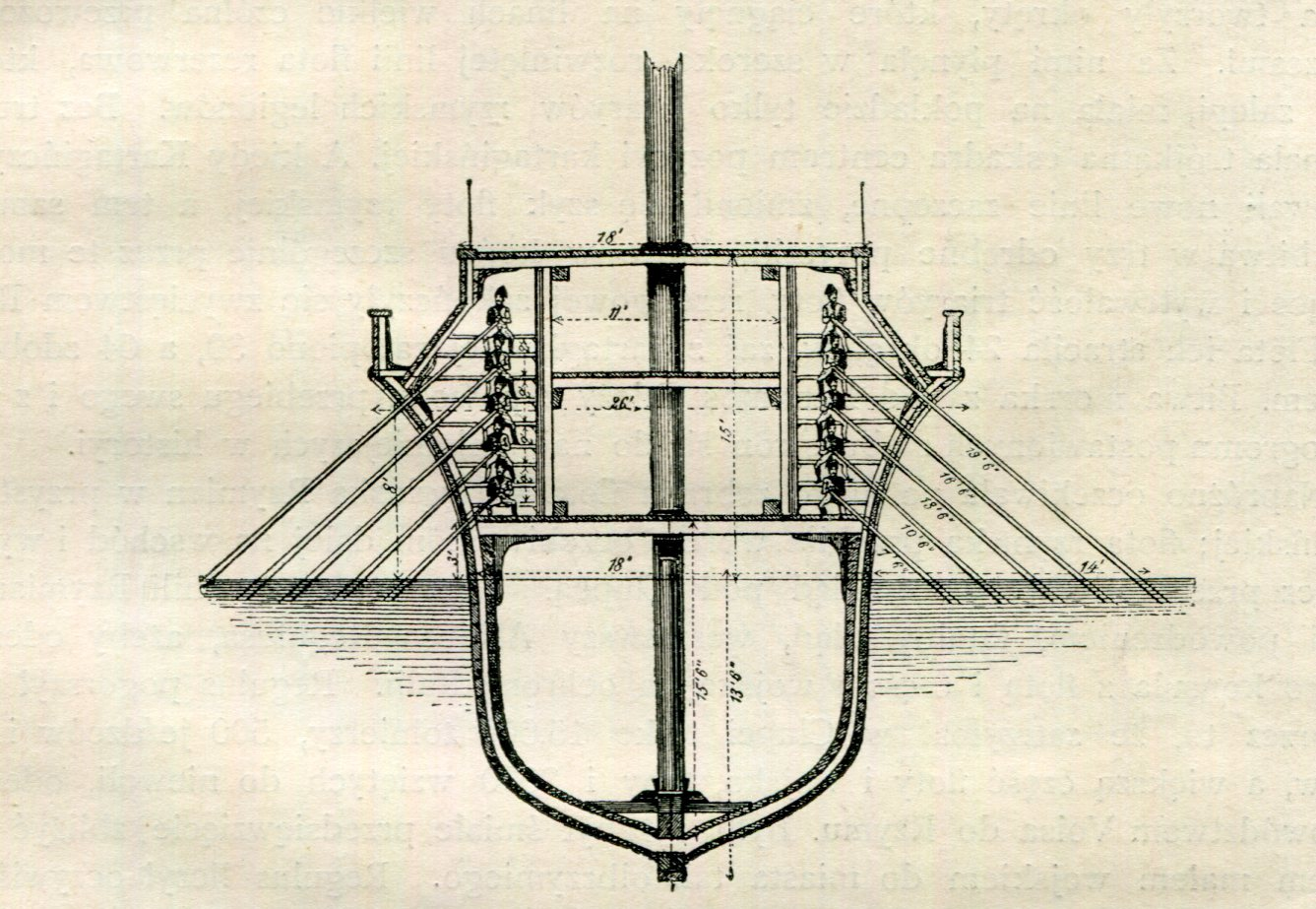
Przekrój starożytnej pentery

Pentera – typ okrętu używanego w starożytności przez Greków, Fenicjan, a w okresie od wojen punickich – także przez Rzymian. 